# Pastwiska (województwo pomorskie)
Pastwiska (też: Pasiska) – kolonia kociewska w Polsce położona w województwie pomorskim, w powiecie tczewskim, w gminie Subkowy. Wieś jest częścią składową sołectwa Rybaki.
Na północ od osady znajduje się Śluza Międzyłęska.
W latach 1975–1998 miejscowość administracyjnie należała do województwa gdańskiego.